# Малахов курган (фильм)
«Мала́хов курга́н» — советский полнометражный чёрно-белый художественный фильм, поставленный киностудией «Ленфильм» на базе Тбилисской киностудии в 1944 году режиссёрами Александром Зархи, Иосифом Хейфицем. По литературным материалам Бориса Войтехова.
Премьера фильма в СССР состоялась 5 декабря 1944 года.

## Сюжет
В основе сюжета — один из эпизодов героической обороны Севастополя во время Великой Отечественной войны. Фильм рассказывает о судьбе пяти матросов с погибшего миноносца «Грозный», которые сражались на Малаховом кургане, одном из важнейших узлов обороны города.
Фильм снимался летом 1944 года в освобождённом Севастополе.

## В ролях
- Николай Крючков — — Борис Лихачёв, капитан III ранга
- Борис Андреев — майор Андрей Жуковский, командир полка
- Акакий Хорава — — вице-адмирал
- Мария Пастухова — Мария Первенцова
- Краснофлотцы эсминца «Грозный»[1]:
Фёдор Ищенко
Николай Горлов
Евгений Перов — Женя
Игорь Ткачук
Зураб Лежава — Зураб
- Николай Дорохин — Никита Егорович Сизов
- Анатолий Смиранин — текст от автора

## Съёмочная группа
- Сценарий — Бориса Войтехова, Александра Зархи, Иосифа Хейфицa
- Постановка — Александра Зархи, Иосифа Хейфицa
- Главный оператор — Засл. арт. — Аркадий Кольцатый
- Композитор — Засл. деят. искусств — Андрей Баланчивадзе

### Восстановленная версия
Восстановлен на киностудии «Мосфильм» в 1964 году.
- Режиссёр восстановления — Наум Трахтенберг
- Звукооператор — Владимир Крачковский